# هوغو باريت
هوغو باريت هو دراج كندي، ولد في 4 يوليو 1991 في جزر الماجدلين في كندا.

## وصلات خارجية
- هوغو باريت على موقع أرشيف الدراجات (الإنجليزية)
- هوغو باريت على موقع CycleBase (الإنجليزية)
- هوغو باريت على موقع أوليمبيديا (الإنجليزية)
- هوغو باريت على موقع اللجنة الأولمبية الكندية (الإنجليزية)
- هوغو باريت على موقع اتحاد ألعاب الكومنولث (مؤرشف) (الإنجليزية)